# 분자고체

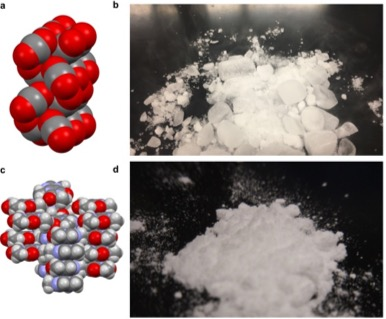
두 분자고체의 분자 충전 모델, 이산화 탄소 또는 드라이아이스(a), 및 카페인(c). 회색, 빨간색, 보라색 공은 각각 탄소, 산소, 질소를 나타낸다. 실온 및 대기압에서의 고체 상태의 이산화 탄소(b) 및 카페인(d) 이미지. 이미지 (b)의 드라이아이스 기체상은 분자고체가 승화하기 때문에 보인다.

분자고체(Molecular solid) 또는 분자성 고체는 불연속적인 분자로 구성된 고체이다. 분자를 서로 결합시키는 응집력은 반데르발스 힘, 쌍극자-쌍극자 상호작용, 사중극자 상호작용, π–π 상호작용, 수소 결합, 할로젠 결합, 런던 분산력 및 일부 분자고체에서의 쿨롱 상호작용이다. 반데르발스 힘, 쌍극자 상호작용, 사중극자 상호작용, π-π 상호작용, 수소 결합 및 할로젠 결합(2–127 kJ mol−1)은 일반적으로 다른 고체를 결합시키는 힘보다 훨씬 약하다: 금속적(금속 결합, 400–500 kJ mol−1), 이온적(쿨롱 힘, 700–900 kJ mol−1), 및 망상 고체(공유 결합, 150–900 kJ mol−1).
분자간 상호작용은 일반적으로 비편재화된 전자를 포함하지 않으며, 금속 및 특정 공유 결합과 다르다. 예외는 테트라티아풀발렌-테트라시아노퀴노디메탄(TTF-TCNQ)과 같은 전하 이동 복합체로, 라디칼 이온 염이다. 다른 유형의 고체와의 힘의 세기(즉, 공유 대 반데르발스) 및 전자적 특성(즉, 비편재화된 전자)의 이러한 차이는 분자고체의 고유한 기계적, 전기적, 열적 특성을 초래한다.
분자고체는 전기 전도체가 낮지만 TTF-TCNQ와 같은 일부는 반도체이다(ρ = 5 x 102 Ω−1 cm−1). 이들은 여전히 구리의 전도도(ρ = 6 x 105 Ω−1 cm−1)보다 현저히 낮다. 분자고체는 금속(철, KIc = 50 MPa m1/2), 이온(염화 나트륨, KIc = 0.5 MPa m1/2), 및 공유 결합 고체(다이아몬드, KIc = 5 MPa m1/2)보다 파괴 인성이 낮은 경향이 있다(수크로스, KIc = 0.08 MPa m1/2). 분자고체는 금속(철), 이온(염화 나트륨), 및 공유 결합 고체(다이아몬드)와 비교하여 낮은 녹는점(Tm)과 끓는점(Tb)을 갖는다. 낮은 녹는점과 끓는점을 갖는 분자고체의 예로는 아르곤, 물, 나프탈렌, 니코틴, 카페인이 있다(아래 표 참조). 분자고체의 구성 요소는 응축된 단원자 가스에서 작은 분자(즉, 나프탈렌 및 물)에서 수십 개의 원자를 가진 큰 분자(즉, 풀러렌, 60개의 탄소 원자 포함)까지 크기가 다양하다.
| 고체의 유형 | 재료        | Tm (°C) | Tb (°C) |
| ----------- | ----------- | ------- | ------- |
| 금속        | 철          | 1,538   | 2,861   |
| 이온        | 염화 나트륨 | 801     | 1,465   |
| 공유 결합   | 다이아몬드  | 4,440   | -       |
| 분자성      | 아르곤      |         |         |
| 분자성      | 물          | 0       | 100     |
| 분자성      | 나프탈렌    | 80.1    | 217.9   |
| 분자성      | 니코틴      |         |         |
| 491         |             |         |         |
| 분자성      | 카페인      | 235.6   | 519.9   |

## 조성과 구조
분자고체는 단일 원자, 이원자 분자, 그리고/또는 다원자 분자로 구성될 수 있다. 구성 요소 사이의 분자간 상호작용은 물질의 결정 구조가 어떻게 구성되는지를 결정한다. 모든 원자와 분자는 반데르발스 힘과 런던 분산력([[입체 효과|입체])에 참여할 수 있다. 물질에 고유한 특성을 부여하는 것은 원자 또는 분자에 기반한 다른 분자간 상호작용의 부재 또는 존재이다.

### 반데르발스 힘

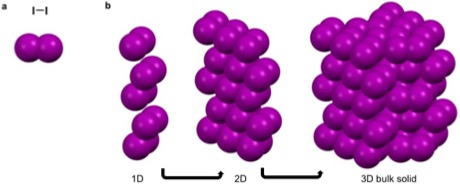
반데르발스 힘과 런던 분산력은 실온에서 아이오딘이 고체로 응축되도록 유도한다. (a) 아이오딘의 루이스 점 구조 및 스페이스필 모델로서의 유사 구조. 보라색 공은 아이오딘 원자를 나타낸다. (b) 반데르발스 힘과 런던 분산력이 결정 격자의 조직을 1차원에서 3차원(벌크 물질)으로 유도하는 방법을 보여주는 그림.

아르곤은 완전한 옥텟을 가지며 전하가 없고 비극성인 비활성 기체이다. 이러한 특성으로 인해 아르곤은 금속, 공유, 이온 결합 및 대부분의 분자간 상호작용에 참여하기에 불리하다. 그러나 반데르발스 힘과 런던 분산력에는 참여할 수 있다. 이러한 약한 자기 상호작용은 등방성이며 -189.3°C 이하로 냉각될 때 원자의 장거리 배열을 면심 입방 격자로 만든다. 마찬가지로 선형 이원자 분자인 아이오딘은 순수 쌍극자가 0이며 상당히 등방성인 반데르발스 상호작용에만 참여할 수 있다. 이는 쌍피라미드 대칭을 초래한다.

### 쌍극자-쌍극자 및 사중극자 상호작용

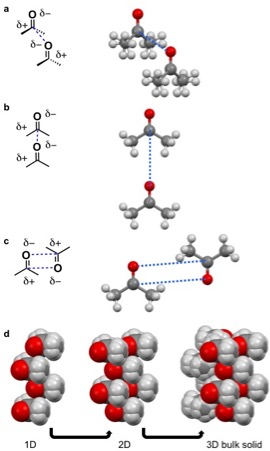
아세톤 분자 사이의 쌍극자-쌍극자 상호작용은 결정 격자 구조의 조직을 부분적으로 유도한다. (a) 서로 위에 쌓인 아세톤 분자 사이의 쌍극자-쌍극자 상호작용. (b) 같은 평면에서 서로 앞뒤에 있는 아세톤 분자 사이의 쌍극자-쌍극자 상호작용. (c) 방향이 반대이지만 같은 평면에서 서로 인접한 아세톤 분자 사이의 쌍극자-쌍극자 상호작용. (d) 사중극자-사중극자 상호작용이 결정 격자 구조에 어떻게 관여하는지를 보여주는 그림.

아세톤의 경우 쌍극자-쌍극자 상호작용이 결정 격자 구조를 형성하는 주요 원동력이다. 음의 쌍극자는 산소에 의해 발생한다. 산소는 탄소와 수소보다 전기 음성적이어서 산소와 분자 나머지 부분에 각각 부분 음전하(δ-)와 양전하(δ+)를 유발한다. δ-는 δ+ 방향으로 향하여 아세톤 분자가 δ-에서 δ+ 방향으로 몇 가지 형태로 정렬하는 것을 선호하게 한다(왼쪽 그림). 쌍극자-쌍극자 및 기타 분자간 상호작용은 고체 상태에서 에너지를 최소화하기 위해 정렬되며 결정 격자 구조를 결정한다.

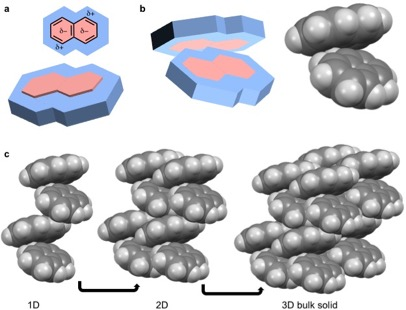
나프탈렌 분자 사이의 사중극자-사중극자 상호작용은 결정 격자 구조의 조직을 부분적으로 유도한다. (a) 사중극자에 부분 전하가 존재하는 위치를 질적으로 나타내기 위해 인위적으로 색칠된 루이스 점 구조. 나프탈렌 분자 및 사중극자의 3D 표현. (b) 두 나프탈렌 분자에서 상호작용하는 사중극자의 3D 표현. (c) 방향이 반대이지만 같은 평면에서 서로 인접한 아세톤 분자 사이의 쌍극자-쌍극자 상호작용. (c) 사중극자-사중극자 상호작용이 결정 격자 구조에 어떻게 관여하는지를 보여주는 그림.

사중극자는 쌍극자와 마찬가지로 영구적인 극이지만 분자의 전기장은 아세톤처럼 선형이 아니라 2차원이다. 사중극자를 가진 분자고체의 예로는 옥타플루오로나프탈렌과 나프탈렌이 있다. 나프탈렌은 두 개의 연결된 공액된 고리로 구성된다. 이 고리 시스템의 원자들의 전기 음성도와 공액은 링커런트를 유발하여 사중극자를 초래한다. 나프탈렌의 경우 이 사중극자는 고리 시스템 내부에 δ-, 외부에 δ+가 축적되는 형태로 나타난다. 나프탈렌은 한 분자의 δ-와 다른 분자의 δ+의 배위를 통해 조립된다. 이는 헤링본 형태의 1차원 나프탈렌 기둥을 초래한다. 이러한 기둥은 2차원 층으로 쌓이고 3차원 벌크 물질을 형성한다. 옥타플루오로나프탈렌은 벌크 물질을 구성하기 위해 이러한 조직 경로를 따르지만 δ-와 δ+는 각각 고리 시스템의 외부와 내부에 있다.

### 수소 결합 및 할로젠 결합

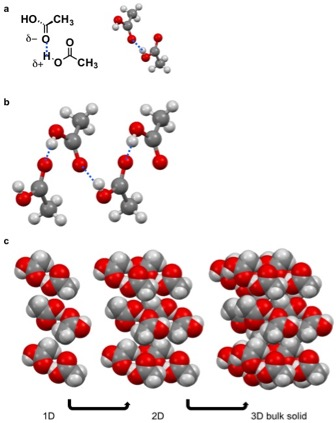
아세트산 분자 사이의 수소 결합은 결정 격자 구조의 조직을 부분적으로 유도한다. (a) 부분 전하와 수소 결합을 파란색 점선으로 표시한 루이스 점 구조. 수소 결합을 파란색 점선으로 표시한 아세트산의 공과 막대 모델. (b) 1차원에서 지그재그 수소 결합을 하는 네 개의 아세트산 분자. (c) 수소 결합이 결정 격자 구조에 어떻게 관여하는지를 보여주는 그림.

수소 결합은 수소 원자가 인접한 전기 음성 원자 또는 작용기로 인해 부분 양전하(δ+)를 갖는 특정 쌍극자이다. 수소 결합은 이온-쌍극자 상호작용 외에 알려진 가장 강한 분자간 상호작용 중 하나이다. 분자간 수소 결합의 경우 δ+ 수소는 인접한 분자의 δ-와 상호작용한다. 수소 결합을 하는 분자고체의 예로는 물, 아미노산, 아세트산이 있다. 아세트산의 경우, 카복실산의 부분인 알코올에 있는 수소(δ+)가 인접한 분자에 있는 카복실산의 카보닐기 부분(δ-)과 수소 결합을 한다. 이러한 수소 결합은 아세트산 분자의 사슬이 자유 에너지를 최소화하기 위해 수소 결합하도록 이끈다. 이러한 아세트산 분자의 사슬은 고체를 형성하기 위해 함께 쌓인다.

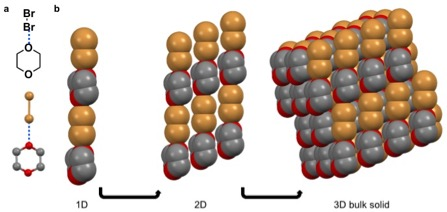
브로민과 1,4-다이옥세인 분자 사이의 할로젠 결합은 결정 격자 구조의 조직을 부분적으로 유도한다. (a) 루이스 점 구조와 브로민 및 1,4-다이옥세인의 공과 막대 모델. 할로젠 결합은 브로민과 1,4-다이옥세인 사이에 있다. (b) 할로젠 결합이 결정 격자 구조를 어떻게 유도할 수 있는지를 보여주는 그림.

할로젠 결합은 전기 음성적인 할로젠화물이 인접한 분자의 덜 전기 음성적인 원자와 비공유 상호작용을 할 때 발생한다. 할로젠 결합을 하는 분자고체의 예로는 헥사클로로벤젠과 브로민 1,4-다이옥세인의 코크리스탈이 있다. 두 번째 예에서는 이원자 브로민 분자의 δ- 브로민 원자가 1,4-다이옥세인의 덜 전기 음성적인 산소와 정렬된다. 이 경우 산소는 브로민 원자에 비해 δ+로 간주된다. 이러한 배위는 2차원 및 3차원으로 쌓이는 사슬 모양의 조직을 초래한다.

### 쿨롱 상호작용

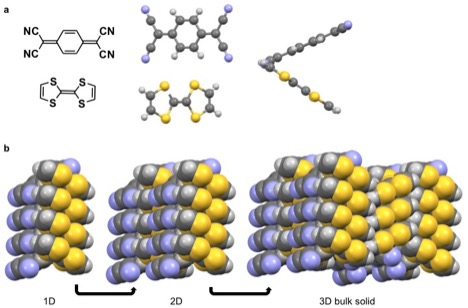
TTF와 TCNQ 분자 사이의 부분 이온 결합은 결정 구조의 조직을 부분적으로 유도한다. TTF와 TCNQ의 코어에 대한 반데르발스 상호작용은 인접한 쌓인 기둥을 유도한다. (a) 루이스 점 구조와 TTF 및 TCNQ의 공과 막대 모델. 부분 이온 결합은 사이아노 및 티오 모티프 사이에 있다. (b) 반데르발스 힘과 부분 이온 결합이 결정 격자 구조를 어떻게 유도하는지를 보여주는 그림.

쿨롱 상호작용은 일부 분자고체에서 나타난다. 잘 연구된 예로는 전도도가 5 x 102 Ω−1 cm−1인 라디칼 이온 염 TTF-TCNQ가 있다. 이는 많은 분자고체보다 구리(ρ = 6 x 105 Ω−1 cm−1)에 훨씬 가깝다. TTF-TCNQ의 쿨롱 상호작용은 실온에서 TCNQ의 사이아노 부분에 있는 큰 부분 음전하(δ = -0.59)에서 비롯된다. 참고로 완전히 전하를 띤 분자는 δ = ±1이다. 이 부분 음전하는 TTF의 티오 부분과 강한 상호작용을 유발한다. 강한 상호작용은 고체 상태에서 이러한 작용기가 서로 인접하게 유리하게 정렬되도록 이끈다. 반면 π-π 상호작용은 TTF와 TCNQ가 별도의 기둥으로 쌓이도록 한다.

### 동소체
한 형태의 원소는 분자고체일 수 있지만, 같은 원소의 다른 형태는 분자고체가 아닐 수 있다. 예를 들어, 고체 인은 "백린", "적린", "흑린"이라고 불리는 다른 동소체로 결정화될 수 있다. 백린은 사면체 P4 분자로 구성된 분자 결정을 형성한다. 주변 압력에서 250 °C로 가열하거나 햇빛에 노출하면 백린은 적린으로 변환되며, 여기서 P4 사면체는 더 이상 분리되지 않고 공유 결합에 의해 고분자 사슬처럼 연결된다. 높은 압력(GPa) 하에서 백린을 가열하면 흑연과 같은 층 구조를 가진 흑린으로 변환된다.
인의 구조적 변화는 가역적이다: 고압을 해제하면 흑린은 점차 적린으로 변환되고, 불활성 분위기에서 490 °C에서 적린을 기화시키고 증기를 응축하면 공유 결합된 적린이 분자고체인 백린으로 변환될 수 있다.
|                             |                  |  |        |      |             |
| 백린, 적린, 자린, 흑린 샘플 | 백린의 구조 단위 |  | 적린의 | 자린 | 흑린의 구조 |

마찬가지로 황색 비소는 As4 단위로 구성된 분자고체이다. 황과 셀레늄의 일부 형태는 S8 (또는 Se8) 단위로 구성되며 주변 조건에서 분자고체이지만 결정 전체에 원자 사슬이 확장된 공유 결합 동소체로 변환된다.

## 속성
분자고체는 상대적으로 약한 힘으로 결합되어 있기 때문에 낮은 녹는점과 끓는점, 낮은 기계적 강도, 낮은 전기 전도도, 낮은 열 전도도를 갖는 경향이 있다. 또한 분자의 구조에 따라 분자간 힘이 특정 속성의 비등방성으로 이어지는 방향성을 가질 수 있다.

### 녹는점과 끓는점
금속 및 이온 고체의 특징적인 녹는점은 ~1000 °C 이상인 반면, 분자고체는 일반적으로 300 °C에 가깝게 녹으므로 해당 물질의 상당수는 실온에서 액체(얼음) 또는 기체(산소) 상태이다(표 참조). 이는 관련된 원소, 그들이 형성하는 분자, 분자의 약한 분자간 상호작용 때문이다.
| 공식   | Tm °C  |
| ------ | ------ |
| H2     | −259.1 |
| F2     | −219.6 |
| O2     | −218.8 |
| N2     | −210.0 |
| CH4    | −182.4 |
| C2H6   | −181.8 |
| C3H8   | −165.0 |
| C4H10  | −138.3 |
| C5H12  | −129.8 |
| Cl2    | −101.6 |
| C6H14  | −95.3  |
| HBr    | −86.8  |
| HF     | −80.0  |
| NH3    | −80.0  |
| HI     | −50.8  |
| C10H22 | −29.7  |
| HCl    | −27.3  |
| Br2    | −7.2   |
| H2O    | 0.0    |
| C6H6   | 5.5    |
| I2     | 113.7  |
| S8     | 119.0  |
| C6Cl6  | 220.0  |

- 같이 보기 
고급 알칸

인의 동소체는 이러한 구조-특성 관계를 추가로 보여주는 데 유용하다. 분자고체인 백린은 1.82 g/cm3의 상대적으로 낮은 밀도와 44.1 °C의 녹는점을 가지며, 칼로 자를 수 있는 부드러운 물질이다. 공유 결합된 적린으로 변환될 때 밀도는 2.2-2.4 g/cm3, 녹는점은 590 °C가 되고, 백린이 (역시 공유 결합된) 흑린으로 변환될 때 밀도는 2.69-3.8 g/cm3, 녹는점은 ~200 °C가 된다. 적린과 흑린 형태 모두 백린보다 훨씬 단단하다.

### 기계적 속성
분자고체는 연성이거나 취성이거나 결정면에 따라 조합될 수 있다. 연성 및 취성 고체 모두 항복 응력에 도달할 때까지 탄성 변형을 겪는다. 항복 응력에 도달하면 연성 고체는 소성 변형 기간을 거치며 결국 파괴된다. 취성 고체는 항복 응력을 통과한 직후 즉시 파괴된다. 대부분의 분자의 비대칭 구조 또는 특정 상호작용(예: 수소 결합, 할로젠 결합)을 형성할 수 있는 작용기의 존재로 인해 많은 분자고체는 방향성 분자간 힘을 갖는다. 이 현상은 이방성 기계적 특성으로 이어질 수 있다. 일반적으로 분자고체는 등방성 분자간 상호작용을 가질 때 연성이다. 이를 통해 금속처럼 결정층 사이의 전위가 가능하다. 예를 들어, 플라스틱 결정은 부드럽고 왁스와 유사하며 쉽게 변형된다.
180°까지 굽힐 수 있는 연성 분자고체의 한 예는 헥사클로로벤젠(HCB)이다. 이 예에서 벤젠 핵 사이의 π-π 상호작용은 염화물의 할로젠 상호작용보다 강하다. 이러한 차이가 유연성으로 이어진다. 이 유연성은 이방성이다. HCB를 180°로 구부르려면 결정의 [001] 면에 응력을 가해야 한다. 유연한 분자고체의 또 다른 예는 2-(메틸티오)니코틴산(MTN)이다. MTN은 강한 수소 결합 및 π-π 상호작용으로 인해 말단 메틸의 정렬을 따라 전위되는 단단한 이량체를 형성하므로 유연하다. [010] 면에 응력을 가하면 이 결정은 180° 구부러진다. 모든 연성 분자고체가 180° 구부러지는 것은 아니며, 일부는 둘 이상의 굽힘 면을 가질 수 있음에 유의해야 한다.

### 전기적 특성
분자고체는 일반적으로 절연체이다. 이러한 넓은 밴드 갭(0.7eV의 저마늄에 비해)은 약한 분자간 상호작용으로 인해 발생하며, 이는 낮은 전자 이동도를 초래한다. 일부 분자고체는 전기 전도도를 나타내는데, 예를 들어 ρ = 5 x 102 Ω−1 cm−1인 TTF-TCNQ와 같은 경우 결정 구조에서 궤도 오버랩이 명확하다. 절연체인 풀러렌은 도핑 시 전도성 또는 심지어 초전도성이 된다.

### 열적 특성
분자고체의 열적 특성(예: 비열 용량, 열팽창, 열전도 등)은 분자고체의 원자와 분자의 분자 내 및 분자간 진동에 의해 결정된다. 분자고체에서는 전자의 전이가 진동 기여도에 비해 열적 특성에 미미한 영향을 미친다.

## 같이 보기
- 고체의 결합